# Saint-Martin-de-Sallen
Pour les articles homonymes, voir Saint-Martin.
Saint-Martin-de-Sallen est une ancienne commune française, située dans le département du Calvados en région Normandie, devenue le 1er janvier 2016 une commune déléguée au sein de la commune nouvelle du Hom.
Elle est peuplée de 608 habitants.

## Toponymie
Le nom de la localité est attesté sous les formes Sanctus Martinus de Sarlon (sans date) ; ecclesia Sancti Martini de Sarlonio en 1213 (copie XVIIIe siècle) ; Sanctus Martinus le Sallon en 1256 ; parrochia Sancti Martini le Sarlon en 1263 ; Sanctus Martinus de Sallan en 1285 (charte de Saint-Étienne de Caen, 176) ; Saint Martin de Saallon vers 1295 (charte du Plessis-Grimoult) ; Saint Martin de Sallon en 1371, et en 1457, ; Saint Martin de Saollam en 1476 (cartulaire du Plessis-Grimoult) ; Saint Martin de Salam en 1585 (papier terrier de Falaise).
Le qualificatif -Sallen représente le nom de personne d'origine germanique Sarlo (Sarilo) > Serlon, jadis fréquemment attesté en Normandie et que l'on retrouve en toponymie dans Saint-Aubin-Celloville (Seine-Maritime, Serlovilla 1040-1049) et dans Saint-Aubin-de-Scellon (Eure). L'altération remarquable dans les formes anciennes s'est sans doute réalisée sous l'influence de Sallen, celle-ci étant facilitée par l'assimilation de [r] à [l], récurrente dans la langue (cf. Celloville et Scellon ci-dessus).
Remarque : il existe le nom de personne vieux norrois Særli, lui même issu du vieux haut allemand. L'explication de René Lepelley qui considère que -Sallen est similaire à Sallen, ne repose pas sur la connaissance des formes anciennes et est infirmée par ses dernières.
L'hagiotoponyme Saint-Martin fait référence à Martin de Tours.

## Histoire
Le 1er janvier 2016, Saint-Martin-de-Sallen intègre avec quatre autres communes la commune du Hom créée sous le régime juridique des communes nouvelles instauré par la loi no 2010-1563 du 16 décembre 2010 de réforme des collectivités territoriales. Les communes de Caumont-sur-Orne, Curcy-sur-Orne, Hamars, Saint-Martin-de-Sallen et Thury-Harcourt deviennent des communes déléguées et Thury-Harcourt est le chef-lieu de la commune nouvelle.

## Politique et administration

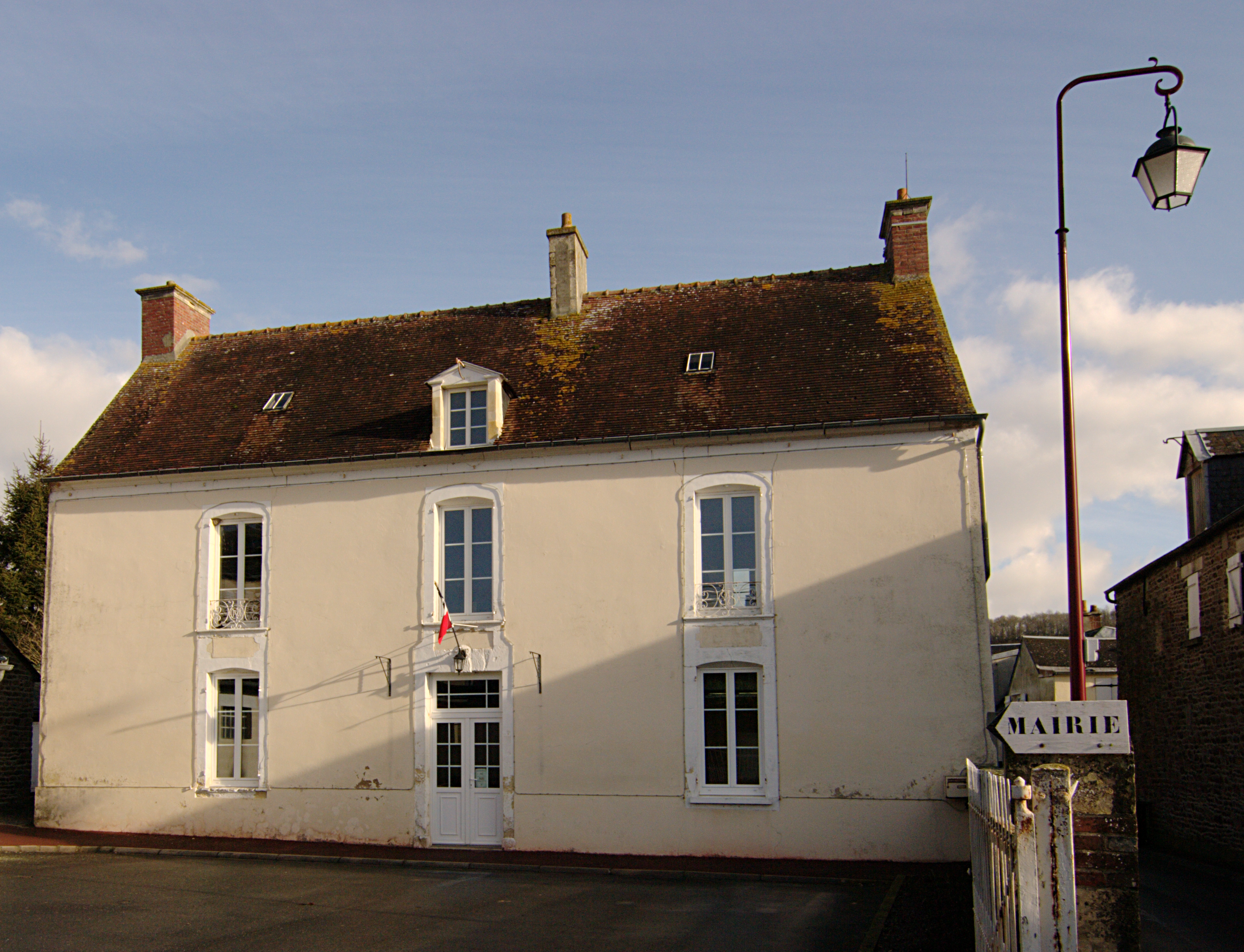
La mairie.

| Période                                  | Période       | Identité          | Étiquette | Qualité      |
| ---------------------------------------- | ------------- | ----------------- | --------- | ------------ |
| 1993                                     | mars 2014     | Madeleine Reigner | SE        | Agricultrice |
| mars 2014                                | décembre 2015 | Didier Launay     | SE        | Retraité     |
| Les données manquantes sont à compléter. |               |                   |           |              |

## Démographie
En 2021, la commune comptait 608 habitants. Depuis 2004, les enquêtes de recensement dans les communes de moins de 10 000 habitants ont lieu tous les cinq ans (en 2008, 2013, 2018, etc. pour Saint-Martin-de-Sallen) et les chiffres de population municipale légale des autres années sont des estimations.
| 1793  | 1800  | 1806  | 1821  | 1831  | 1836  | 1841  | 1846  | 1851  |
| ----- | ----- | ----- | ----- | ----- | ----- | ----- | ----- | ----- |
| 1 311 | 1 311 | 1 343 | 1 188 | 1 226 | 1 261 | 1 148 | 1 098 | 1 112 |

| 1856  | 1861  | 1866  | 1872 | 1876 | 1881 | 1886 | 1891 | 1896 |
| ----- | ----- | ----- | ---- | ---- | ---- | ---- | ---- | ---- |
| 1 096 | 1 048 | 1 018 | 976  | 960  | 944  | 976  | 909  | 923  |

| 1901 | 1906 | 1911 | 1921 | 1926 | 1931 | 1936 | 1946 | 1954 |
| ---- | ---- | ---- | ---- | ---- | ---- | ---- | ---- | ---- |
| 804  | 805  | 802  | 616  | 612  | 591  | 606  | 608  | 608  |

| 1962 | 1968 | 1975 | 1982 | 1990 | 1999 | 2008 | 2013 | 2018 |
| ---- | ---- | ---- | ---- | ---- | ---- | ---- | ---- | ---- |
| 562  | 552  | 467  | 467  | 457  | 456  | 575  | 618  | 620  |

| 2019 | - | - | - | - | - | - | - | - |
| ---- | - | - | - | - | - | - | - | - |
| 615  | - | - | - | - | - | - | - | - |

## Lieux et monuments
- Église d'origine du XIIe, très remaniée aux XVIIe et XXe siècles[13]. Peu de vestiges de la construction d'origine ; un appareil en arêtes de poisson, une porte romane de plein cintre avec quelques décorations dites en étoiles. Tour du clocher du XXe siècle qui possède un cadran solaire en calcaire.
- La chapelle Saint-Joseph a été construite en 1871[14] ; fut détruite par un incendie en 1919 puis complètement reconstruite. Le clocher mur surmonté d'une croix de pignon laisse entrevoir la cloche. On retrouve le même style de construction à la chapelle Bonne-Nouvelle (commune d'Esson) de l'autre côté de l'Orne, faisant le pendant de la chapelle Saint-Joseph.
- Le calvaire en pierre de granit, a été inauguré en 1846[réf. nécessaire].
- L'ermitage Saint-François du Maizeray, fondé en 1947 par les Frères de Saint-Fiacre (congrégation monastique protestante)[réf. nécessaire].
- Vestiges de deux mottes féodale proches l'une de l'autre, dans le bois près du village des Trois-Maries. L'un des deux tertres est flanqué d'une basse-cour[15].

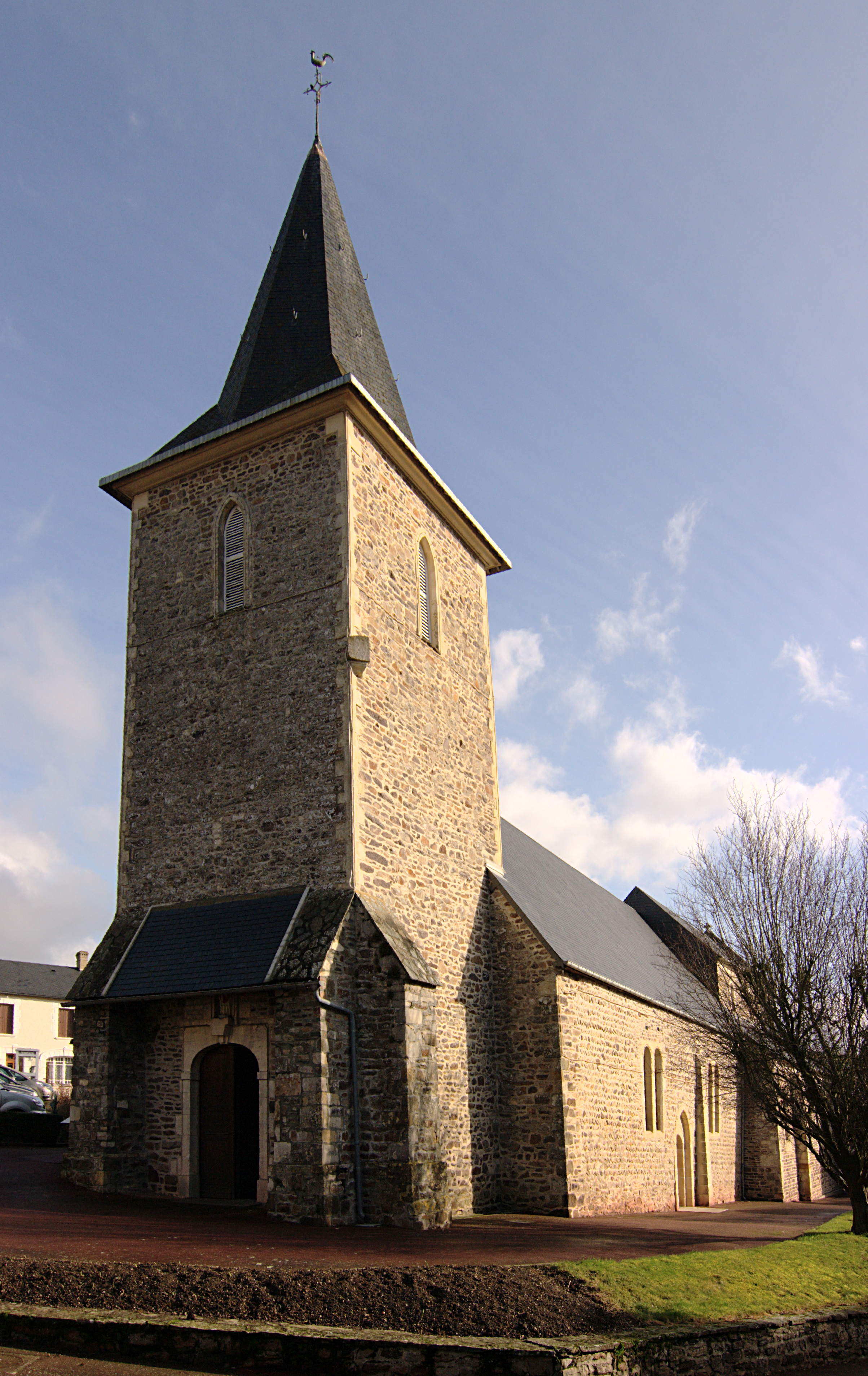
L'église Saint-Martin.
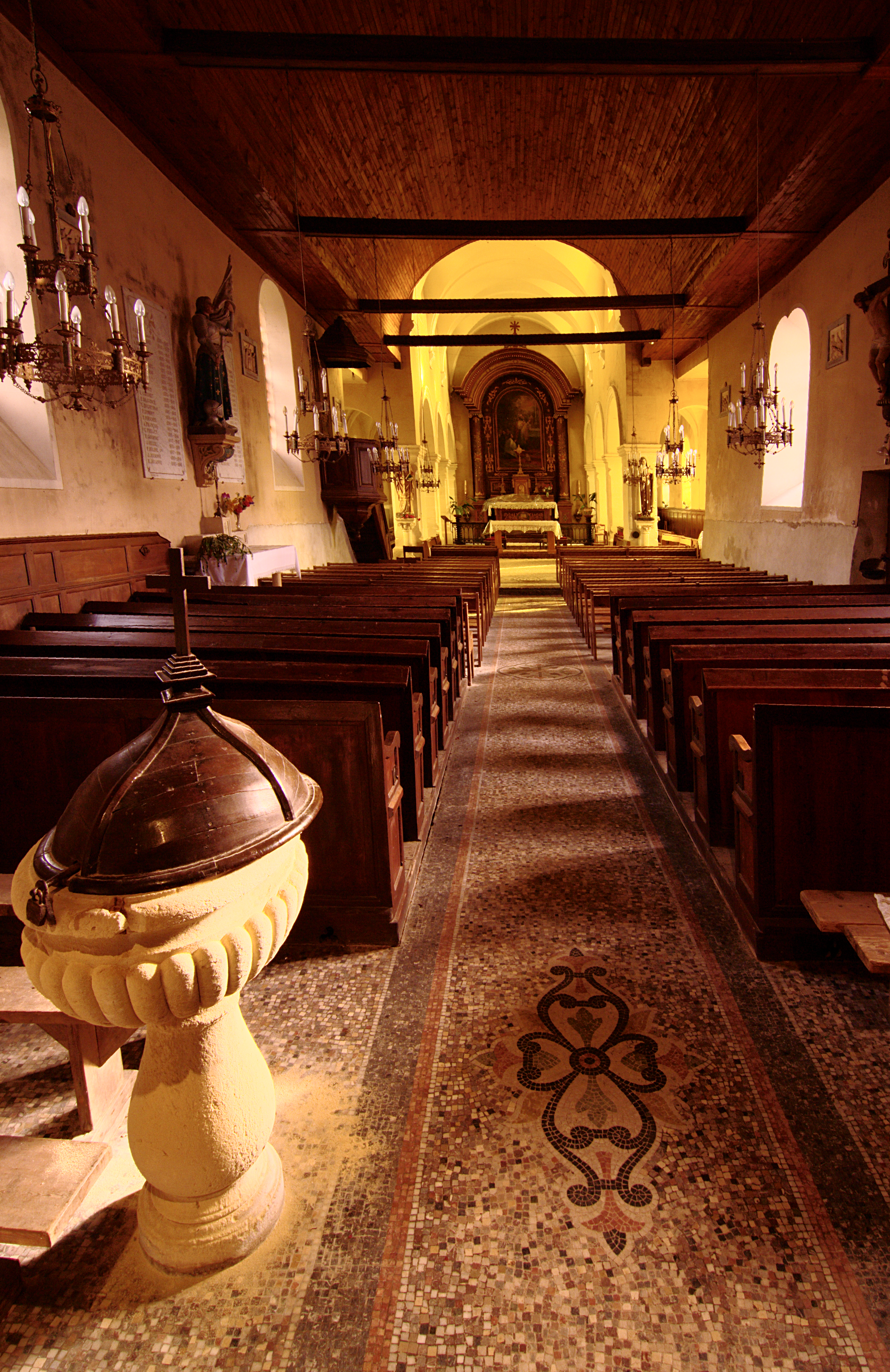
La nef et le chœur de l'église Saint-Martin.
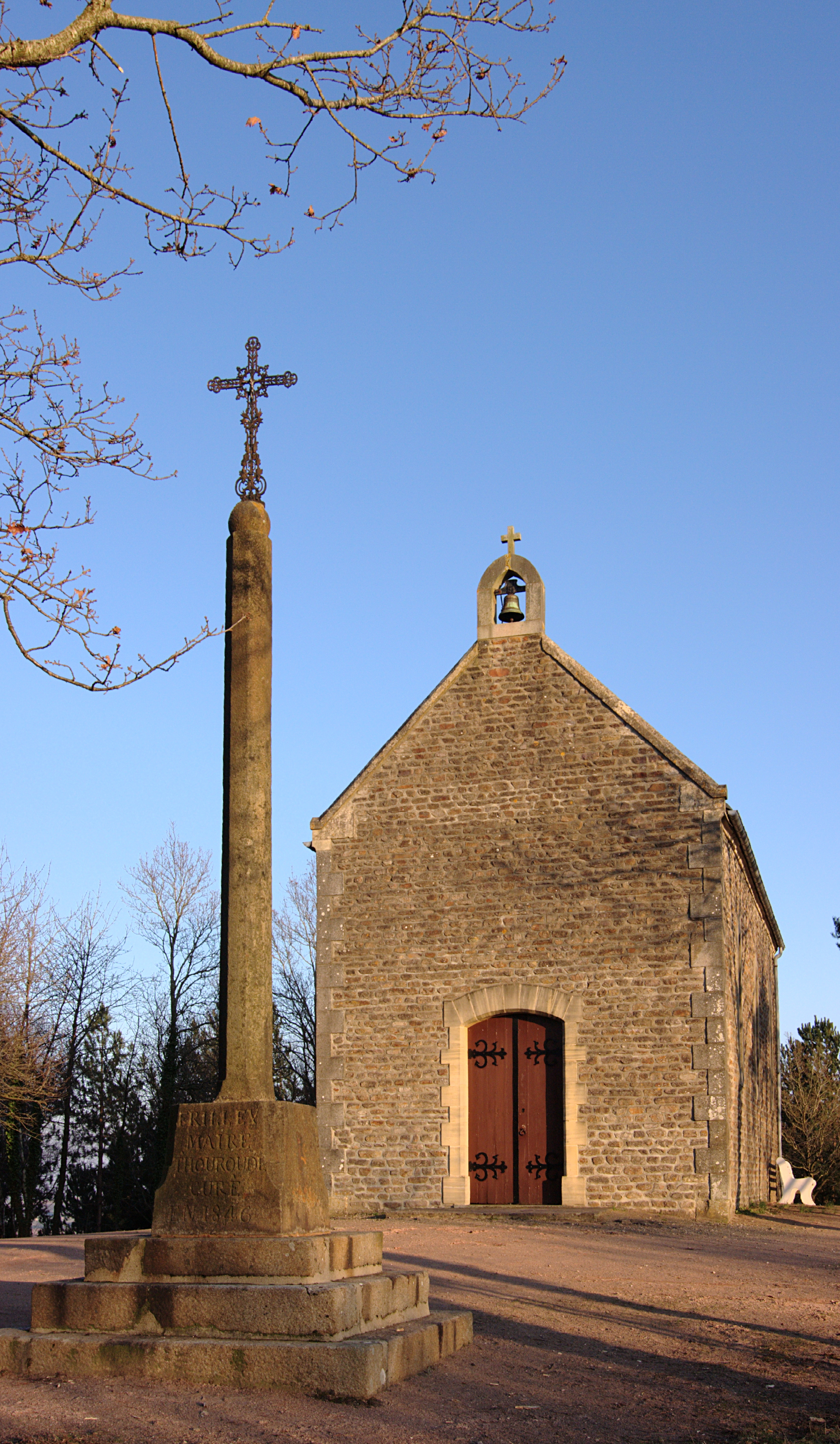
Le calvaire et la chapelle Saint-Joseph.
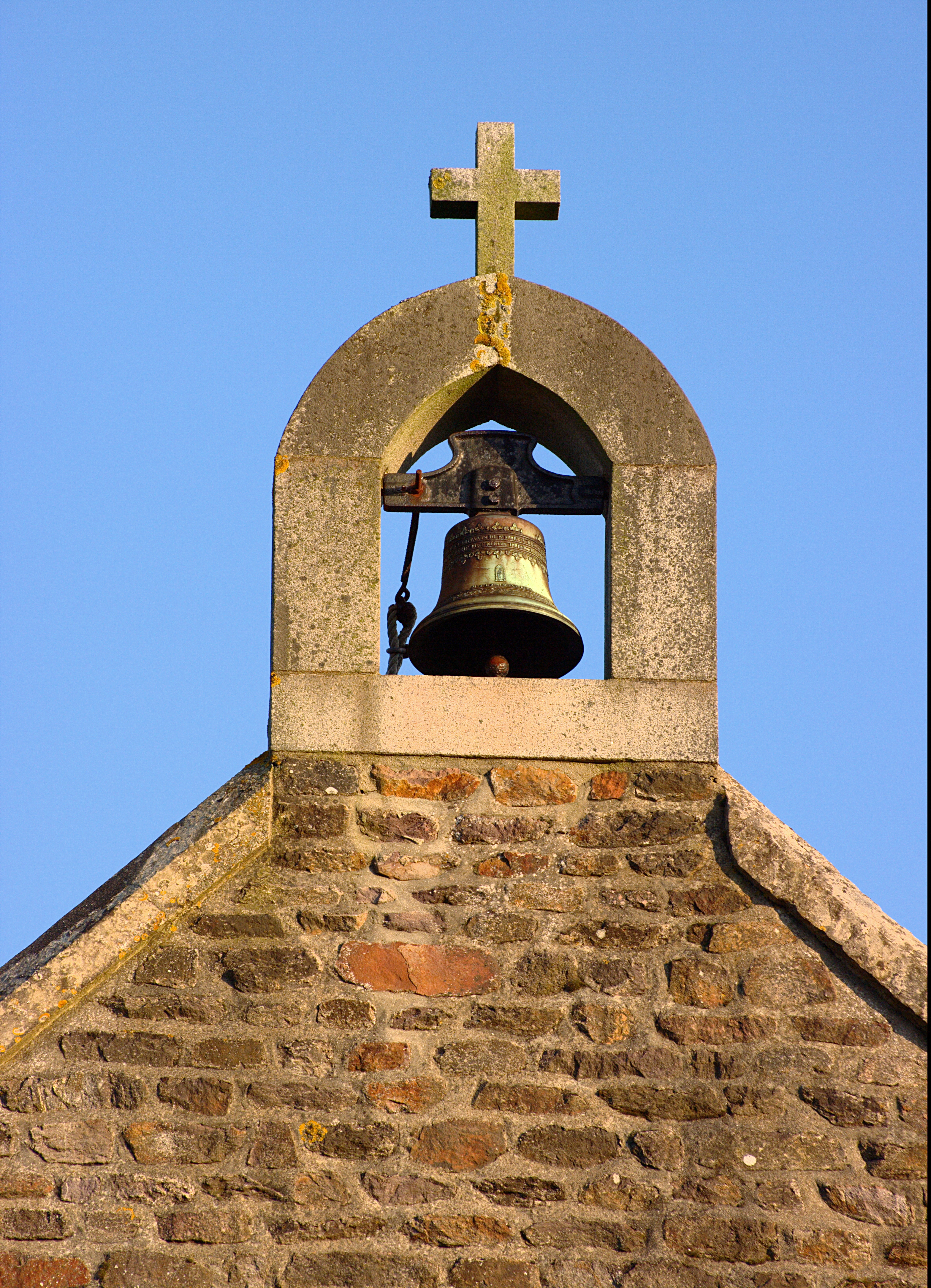
Détail du clocher mur de la chapelle Saint-Joseph.
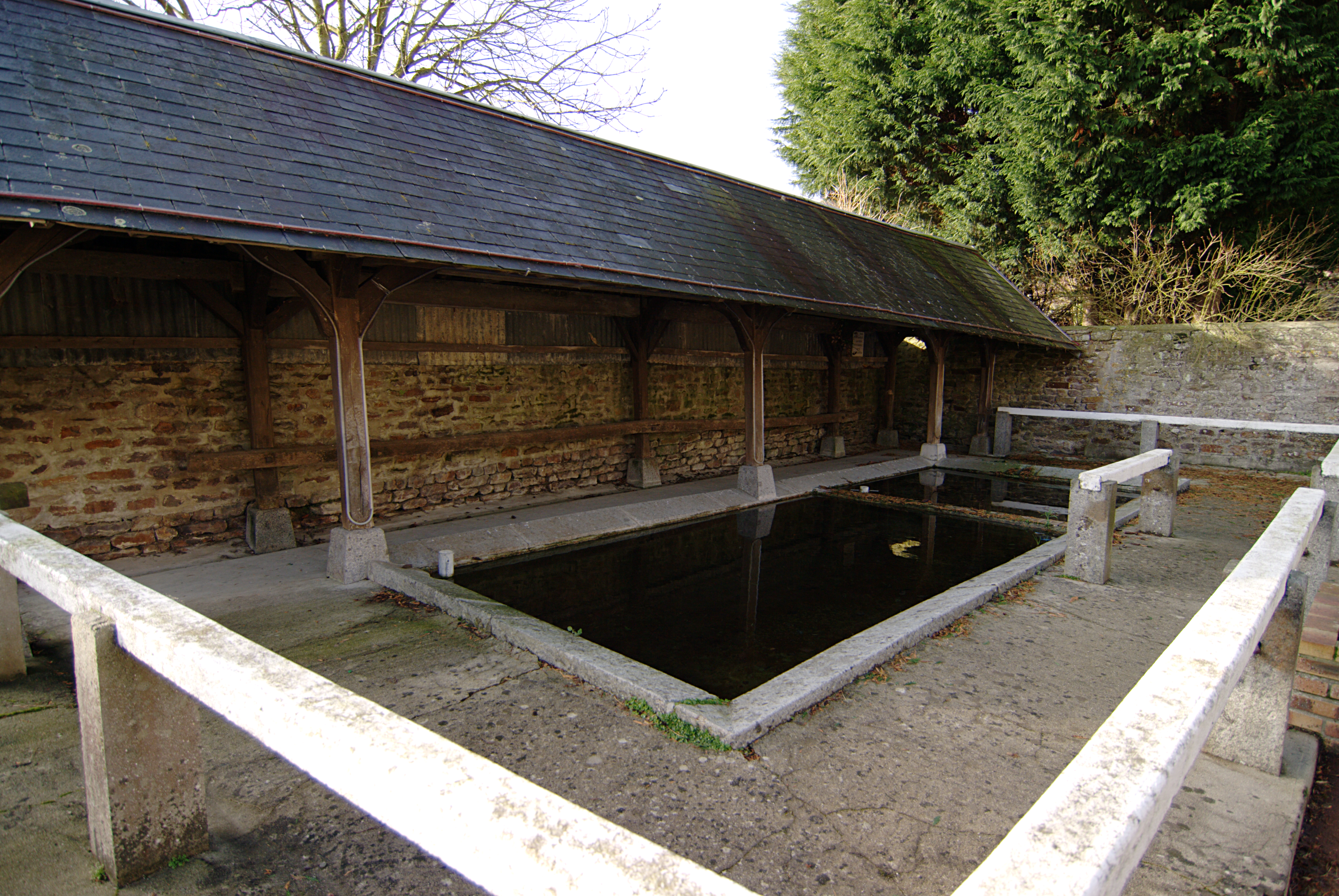
Le lavoir du bourg.
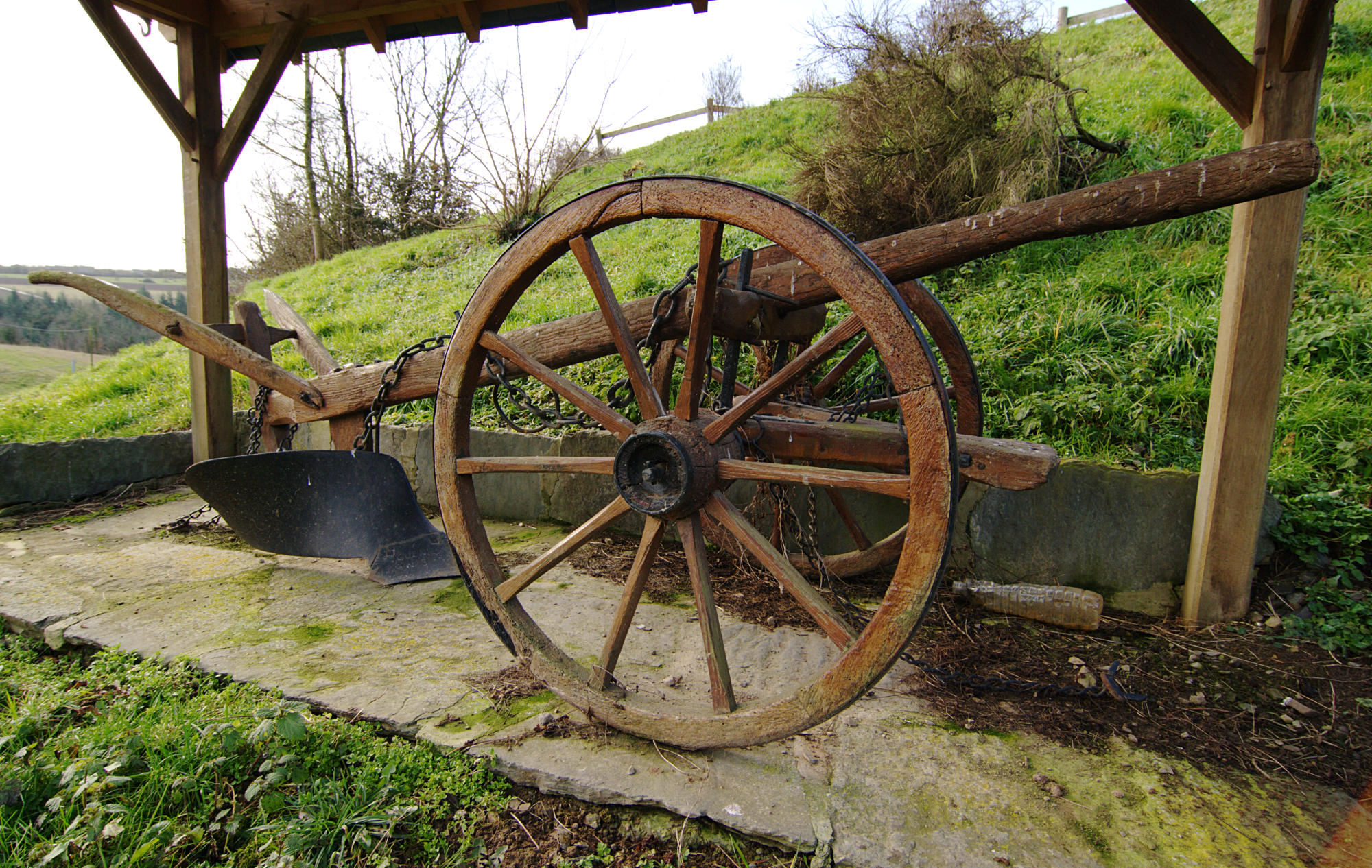
Une ancienne charrue, hameau de Paugeais.
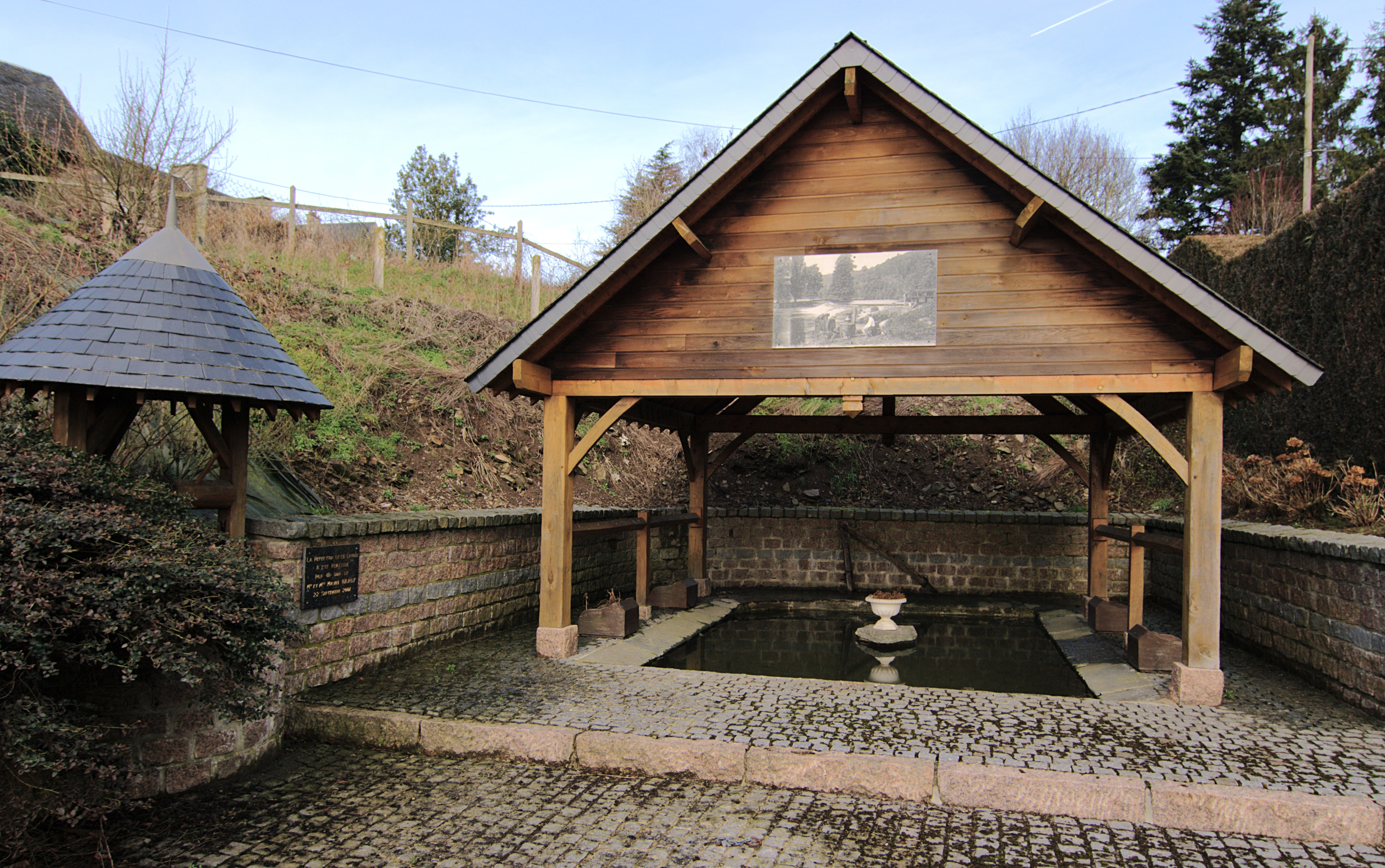
Le lavoir du hameau de Paugeais.